# 平田大樹
平田 大樹（ひらた だいじゅ、2005年8月25日 - ）は、滋賀県大津市出身のプロ野球選手（外野手・育成選手）。右投左打。北海道日本ハムファイターズ所属。

## 経歴

### プロ入り前
滋賀県立瀬田工業高等学校では1年秋からベンチ入りし、2年春には4番を務めた。しかし、同年秋に新型コロナウイルスに感染すると、後遺症に苦しみ長期離脱。3年春の大会後から復帰した。同年夏は滋賀大会2回戦で彦根総合に敗れ、3年間で甲子園大会出場はなかった。高校通算21本塁打。
2023年10月26日に開催されたドラフト会議にて、北海道日本ハムファイターズから育成2位指名を受け、支度金300万円、年俸260万円で入団した（金額は推定）。背番号は112。

### 日本ハム時代
2024年はイースタン・リーグで38試合に出場。打率.164、2本塁打、6打点という成績だった。

## 詳細情報

### 背番号
- 112（2024年[6] - ）